# 卡尔卡尔
卡尔卡尔（德語：Kalkar，發音：[ˈkalkaːɐ̯] ⓘ）是德国北莱茵-威斯特法伦州杜塞尔多夫行政区克莱沃县的城市，面积88.2平方千米，人口为人。